# أتلانتا سيلفرباكس
أتلانتا سيلفرباكس هو نادي كرة قدم أمريكي تأسس عام 1994 وتم حله عام 2015.